# Hatsune Miku
Hatsune Miku (japonês: 初音ミク) é um software de voicebank para Vocaloid desenvolvido pela Crypton Future Media e sua personagem mascote oficial de antropomorfismo moe, com longas maria-chiquinhas turquesa. A personificação de Miku foi comercializada como uma ídolo virtual e já se apresentou em vários shows em palco como uma projeção em 3D (retroprojeção em uma tela de vidro com revestimento especial).
Ela utiliza as tecnologias de sintetização de canto Vocaloid 2, Vocaloid 3 e Vocaloid 4 e Vocaloid 5 daYamaha Corporation. Ela também usa Piapro Studio da Crypton Future Media, que é um sintetizador de canto VSTi. Ela foi a segunda Vocaloid vendida com o motor do Vocaloid 2 e a primeira Vocaloid a utilizar a versão japonesa do motor Vocaloid 2. Sua voz é modelada com base na dubladora japonesa Saki Fujita.
O nome da personagem vem da fusão das palavras em japonês para "o primeiro" (初, hatsu), "som" (音, ne) e "futuro" (ミク, miku) referindo-se a sua posição como a primeira Vocaloid da Crypton para o VOCALOID2. De acordo com a Crypton, o nome escolhido foi para significar "o primeiro som do futuro".

## Desenvolvimento
A Hatsune Miku foi desenvolvida pela Crypton Future Media, usando Vocaloid 2, 3 e 4. A voz da Hatsune Miku foi criada utilizando amostras vocais da dubladora Saki Fujita em muitos tipos de tom controlado. Estas amostras diferentes, todos continha um único fônico japonês ou inglês, que, quando colocados juntos, criavam letras completas e frases. O tom das amostras era para ser alterado pelo motor sintetizador, e foi construído um instrumento similar a um teclado musical para se utilizar dentro do programa Vocaloid.
Crypton lançou a sua primeira personagem "Hatsune Miku", em 31 de agosto de 2007. A Crypton teve a ideia de lançar a Miku como "uma diva Android no mundo de um futuro próximo". A Hatsune Miku foi atualizada para Vocaloid 3 em 31 de agosto de 2013, incluindo uma biblioteca vocal Inglês. Ela foi a primeira Vocaloid a ser desenvolvida pela empresa, na sequencia de sua alça de liberação comercial da Yamaha Corporation, desenvolveu outros dois personagens "Meiko" e "Kaito", fazendo dela a terceira Vocaloid para ser vendido comercialmente pela empresa.

### Software adicional
Em 30 de abril de 2010, um novo add-on para a Miku, chamado de Hatsune Miku Append, foi lançado contendo um pacote de seis tons diferentes de voz: Soft (voz suave, delicado), Sweet (voz jovem, chibi), Dark (madura, a voz de coração partido), Vivid (voz brilhante, alegre), Solid (alto, voz clara) e Light (voz inocente, celestial). A Miku Append foi criada para expandir a biblioteca de voz da Miku, e com isso, exige o programa original para ser instalado no computador do usuário em primeiro lugar já que se trata de um pacote de extensão. Esta foi a primeira vez que um Vocaloid teve uma expansão. Outras Vocaloid foram ganhando expansões também pela Crypton Future Media em datas posteriores.
Para auxiliar na produção de 3D, o programa MikuMikuDance foi desenvolvido como um programa independente. O software de código aberto permitiu uma rápida popularização com os fans e muitos personagens foram criados com o intuito de promover suas próprias canções feitas no Vocaloid. Outra ferramenta Vocaloid que foi desenvolvido foi VocaListener, um plugin que capta as nuances da voz cantada e a transfere para o Vocaloid, é um jeito de fazer o Vocaloid soar super realista.
Uma versão em Inglês da Hatsune Miku foi anunciado em 2011, e foi originalmente para ser lançado até o final de 2012. No entanto, a decisão de atualizar para Vocaloid 3 e problemas com a pronúncia do Inglês atrasou o lançamento para 31 de agosto de 2013 através da distribuição digital. A Hatsune Miku Vocaloid 3 com a biblioteca vocal em japonês foi lançado em 26 de setembro de 2013.

## Marketing
A Hatsune Miku tem sido fortemente promovida desde 2008 e foi originalmente destinado a músicos profissionais. Em 12 de setembro de 2007, o site Amazon.co.jp relatou as vendas da Hatsune Miku totalizando ¥ 57.500.000, fazendo dela o software número um de vendas da época. Ela foi a primeira Vocal a ser desenvolvida e distribuída pela Crypton Future Media e cantada em japonês. O sucesso instantâneo da Vocaloid Hatsune Miku que obteve vendas com mais de 40.000 unidades em julho de 2008, vendendo em média 300 unidades por semana. Em janeiro de 2011 ela teria vendido mais de 60.000 unidades.
Hatsune Miku realizou seu primeiro concerto "ao vivo" durante o verão no Saitama Super Arena em 22 de agosto de 2009. Miku também realizou seu primeiro show no exterior em 21 de novembro 2009, durante o Anime Festival Asia em Singapura.

### Merchandising
Desde o sucesso do seu pacote a Vocaloid 2, levou a uma expansão de possibilidades de marketing, a maior parte do marketing de massa veio depois de seu lançamento inicial como uma resposta à sua popularidade e tem sido até hoje desde 2008. Mesmo com a adição de outros Vocaloids, o nome da Hatsune Miku continua a ser usado como fonte primária de marketing da Crypton Future Media, até o ponto onde a maioria dos produtos relacionados a outros Vocaloids, geralmente, só apresentam o nome de Hatsune Miku. Em março de 2012, o Instituto de Pesquisas Nomura estima que as vendas de todos os produtos da marca Hatsune Miku gira em torno de ¥ 10,000,000,000 desde seu lançamento em 2007.  O nome dela é facilmente reconhecível entre todos os Vocaloids.
Em 2011, a Crypton começou a se concentrar em comercializar a Hatsune Miku para o público dos Estados Unidos. Em 7 de maio, a Amazon colocou uma pré-visualização da banda Supercell, a musica "World is Mine", como um single. Quando a música finalmente foi colocado à venda, foi classificada como a No. 7 na lista top 10 de singles do iTunes em sua primeira semana de vendas. Uma vez que Crypton sempre tinha vendido a Hatsune Miku como um instrumento virtual no Japão, eles perguntaram a seus fãs japoneses se era aceitável para eles vendê-la como uma cantora virtual para o novo mercado. O principal objetivo da versão Inglês da Hatsune Miku é permitir que os produtores japoneses expandissem as suas musicas para fora do Japão.

### Good Smile Racing

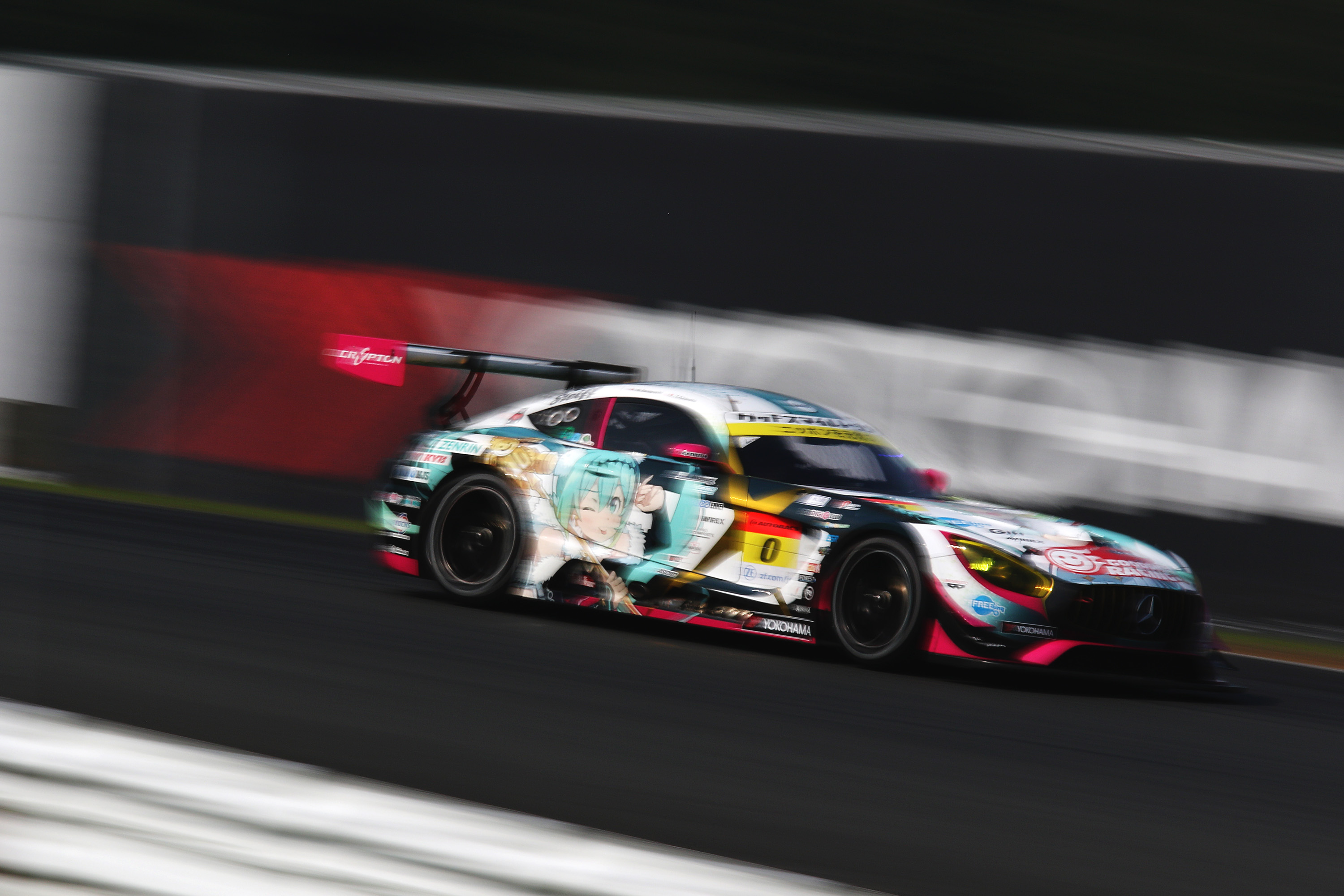
Carro da Good Smile Racing na Super GT.

Em 2008, a Good Smile Racing começou o licenciamento da Hatsune Miku e outros conteúdos relacionados a Vocaloid da Crypton Future Media. Studie, que participou nas temporadas de 2008 e 2009, utilizando um BMW Z4 E86. Seu carro foi pintado em arte oficial da Hatsune Miku, e versões "fã-derivadas" da Hatsune Miku em algumas corridas na temporada de 2009. Além disso, para a temporada de 2008 um grupo de "Racing Queens" foram vistos no pitstop de corrida. Apelidado de "MikuMiku Gals", as três garotas que estavam eram Rin Miyama, Riona Osaki e Hina Sato. Em 2009, um novo conjunto de MikuMiku Gals foram introduzidas. Essas meninas usavam roupas com base em todas as três Vocaloids femininas e não somente na Hatsune Miku. Hiroko Nagano, Atsuko e Ayami foram as Queens Racing para a temporada.
A Equipe COX, participava da temporada de 2010, que usa uma GT3 RSR Porsche 996 e mais tarde usaria um Porsche 997 GT3-R sendo todos os carros com a imagem da Hatsune Miku por todo o carro. 2010 foi também a primeira temporada para receber o primeiro oficial de "Racing Miku " projeto derivado e a partir desta época em diante, os trajes Corrida das Racing Queens foram baseadas nas temporadas de design derivado. O designer da roupa de 2010 foi ilustrado por Redjuice. A Modelo Ayami voltou para esta temporada como uma Racing Queen e foi acompanhada por outras modelos; Saki Tachibana e Shihomi Kogoshi.
GSR e Studie com TeamUKYO foi o patrocínio para a temporada de 2011. O designer da Racing Miku projeto derivado de 2011 foi o ilustrador Yuichi Murakami. A modelo Ayami retornado como uma Racing Queen que compete pela terceira vez e Saki Tachibana retornou para sua segunda temporada. Haruka Aoi foi a terceira Racing Queen para vestir a roupa da Racing Miku de 2011. A GSR e Studie com a TeamUKYO foi continuada como um patrocínio para a temporada de 2012. O projeto Racing Miku foi ilustrado por Gan para a temporada. As Racing queens da temporada retornando foram as modelos Tachibana Saki e Aoi Haruka, bem como novos modelos Sena Kougami e Ayana Sato.
Mais uma vez o GSR e Studie com TeamUKYO patrocínio continuado com a temporada de 2013. O projeto Racing Miku para a temporada foi feito por Mari Shimazaki. O ilustrador da arte oficial foi Saitom. Sena Kougami retornou como uma Racing Queen para a temporada e foi acompanhado por Tsukasa Arai e Elena Ishiguro. Em 2013, o patrocínio foi expandido e foi caracterizada também uma roupa de corrida para o piloto e para competições de motocicleta, para esta corrida a Equipe Mirari foram patrocinados e um projeto especial para o design da Hatsune Miku adaptado para atender o local diferente.
O ilustrador para a temporada de 2014 foi Oguchi, um dos 15 artistas de Kantai Collection. O equipamento foi projetado por Koyamashigeto, o diretor de arte de Kill la Kill. A versão da mecânica do equipamento foi projetado por Koyamashigeto e Shoji Kawamori, que são conhecidos por seus projetos do Macross.  As Racing Queens, retornando as modelos Tsukasa Arai e Sena Kougami, bem como novas modelos Kelal Yamaura e Noa Mizutani. Para o Racing Miku 2015, o projeto foi baseado em uma "Princesa e o Cavaleiro" completo com um escudo e lança como guarda-chuva. O ilustrador foi Taiki, o design visual liderança da Square Enix e da Sega Games Lord of Vermilion e Rise of Mana. Koyamashigeto mais uma vez retornou como a direção de arte e designer para a temporada. Tsuyoshi Kusano ficou a cargo do novo design da máquina.

## Festivais de Inverno "Snow Miku"
Sapporo tem sido um dos principais alvos de patrocínio desde 2010 com Crypton Future Media patrocinando os festivais de inverno. A imagem de Hatsune Miku sempre aparece em torno da cidade principalmente nos transportes público. A imagem da Hatsune Miku que é usado é um projeto chamado "Snow Miku", originalmente este era simplesmente uma nova versão da Hatsune Miku, projetos como esse têm ocorrido todos os anos desde 2011. Estatuetas com base no design também foram destacados.
Desde 2012 os projetos são escolhidos através de um concurso. O vencedor de 2012 foi referido como "Fluffy Coat Snow Miku". O projeto 2013 foi chamado de "Strawberry Daifuku Shiromuku Miku". O projeto de 2014 foi baseado em uma Garota Magica projetada pelo design dera_fury que foi o vencedor do concurso de 2014 Snow Miku. A ilustração foi de nekosumi. O projeto também contou com um animal de estimação chamado "Rabbit Yukine". O projeto de 2015 foi chamado de "Snow Bell Snow Miku" e foi ilustrada por Nardack.
Em 2012, várias esculturas de gelo da série Vocaloid e várias esculturas de neve de Hatsune Miku foram produzidos para o evento. No entanto, em 7 de Fevereiro de 2012, uma das esculturas de neve da Hatsune Miku se desmanchou e teve de ser reconstruída em outro lugar com melhor suporte.

## Características
Durante o desenvolvimento da Hatsune Miku, foi decidido que para tornar o produto bem sucedido não só uma voz altamente atraente precisam ser desenvolvida, mas que a voz precisava de uma imagem. Ela foi inicialmente só visava para produtores profissionais, pois o mercado amador e otaku não tinha ainda sido totalmente formado, e por isso não foram inicialmente considerados.

A tarefa para a chegada da imagem da Hatsune Miku foi para o mangaká Kei Garo. Quando Kei começou o projeto da Hatsune Miku, sua única direção foi que ela era um andróide e qual era o seu esquema de cores (com base na cor da assinatura de turquesa do sintetizador da Yamaha). O projeto na saia e botas da Hatsune Miku são baseados em cores do software sintetizador e as barras representam as barras de equalização reais dentro da interface do programa. A Hatsune Miku foi originalmente destinado a ter um penteado diferente, mas Kei ficou preso a tranças ou cachos depois de tentar vários penteados. A Crypton então criou oficialmente e fixou a folha de dados pessoal de Hatsune Miku. No entanto, este só continha dados de seu 'físicos' e técnicas; a Crypton não forneceu muita informação na forma da personalidade da Hatsune Miku que permitiu criadores de vídeo de música e fãs a associar os traços que eles acham que atender o seu melhor.
| Nome                     | Hatsune Miku                                    |
| Aniversário              | 31 de Agosto                                    |
| Idade                    | 16 Anos (Pode ser alterado durante os projetos) |
| Signo                    | Virgem                                          |
| Altura                   | 1,58 (Pode ser alterado durante os projetos)    |
| Peso                     | 42 kg (Pode ser alterado durante os projetos)   |
| Gêneros sugeridos        | Pop, rock, dance, house, techno, cross over     |
| Tempo sugerido por Faixa | 70–150bpm                                       |
| Notas vocais sugeridas   | A3–E5, B2–B3                                    |

obs: A idade, altura e peso colocados primeiramente são dados de marketing sobre a Hatsune Miku, pois "ela" não é uma pessoa, e sim um Vocaloid. Portanto esses dados vão depender do artista que está representando a Hatsune Miku

### Impacto cultural
O Nico Nico Douga, um site japonês semelhante ao YouTube, desempenhou um papel fundamental para o reconhecimento e popularidade do software. Logo após o lançamento da Hatsune Miku, os usuários do Nico Nico Douga começaram a postar vídeos com músicas criadas usando seu banco de sons. De acordo com a Crypton, um vídeo popular como "Hachune Miku" segurando uma cebola Welsh e cantando "Ievan Polkka" (o que levou a Miku também a ser comumente associada com o alho-poró), apresentou o potencial variado da aplicação do software na criação de conteúdo multimídia. Como o reconhecimento e popularidade da Hatsune Miku cresceu, o Nico Nico Douga se tornou um lugar para criação de conteúdo colaborativo. Canções originais escritas populares por um usuário foram inspirando ilustrações, animações em 2D e 3D, e remixes por outros usuários. Alguns criadores mostravam a sua obra inacabada e acabava pedindo ideias.
Em setembro de 2009, três estatuetas baseado no personagem derivado "Hachune Miku" foram lançadas em um foguete a partir do estado de deserto de Black Rock de Nevada Estados Unidos, apesar de não chegar ao espaço exterior. No final de novembro de 2009, uma petição foi lançada a fim de obter uma placa de alumínio da Hatsune Miku feito por encomenda (8 cm × 12 centímetros , 3,1 " x 4,7 ") feito que seria usado como um peso de balanceamento para a nave espacial japonesa Venus Akatsuki. Iniciado pelo fã da Hatsune Miku Sumio Morioka (também conhecido como "chodenzi-P") , este projeto recebeu o apoio do Dr.Seiichi Sakamoto da Agência de Exploração Aeroespacial do Japão. Em 22 de dezembro de 2009, a petição ultrapassou as 10 mil assinaturas necessárias para ter as placas feitas. Um prazo original de 20 de dezembro de 2009 havia sido definido para enviar a petição, mas devido a um par de atrasos no projeto Akatsuki, um novo prazo de 06 de janeiro de 2010 foi fixado; dentro desse prazo, mais de 14.000 assinaturas tinham sido recebidas. Em 21 de maio de 2010 às 06:58:22 (JST), Akatsuki foi lançado, tendo três placas retratando a Hatsune Miku e Hachune Miku em várias imagens monocromáticas, compostas das letras em miniatura das mensagens do formulário petição gravado nas placas. A UK 59th do Reino Unido de música e revista de moda destaca a Hatsune Miku como a sua estrela da capa (usando uma modelo de foto da vida real "cosplay"), com um recurso completo sobre ela.
Uma das compilações Vocaloid, Exit Tunes Presents Vocalogenesis feat. Hatsune Miku, alcançou número um nas paradas japonesas de álbuns semanais da Oricon em 31 de maio de 2010, tornando-se o primeiro álbum Vocaloid a chegar ao topo das paradas. Outro álbum, Supercell, pelo grupo Supercell também tem um número de canções de Vocaloids, assim como outros álbuns, como o 19 da Sound Factory, First Sound Story.
O software Vocaloid também teve uma grande influência sobre o personagem de Black Rock Shooter, que se parece com Hatsune Miku, mas não está ligado a ela por design e sim pela canção "Black Rock Shooter" que esta presente na abertura do anime, e uma série de figures foram feitas. Uma animação de vídeo original feito por Ordet foi transmitido gratuitamente como parte de uma campanha promocional que vai de 25 junho - 31 agosto de 2010. A série do anime foi ao ar na TV em fevereiro de 2012.
Em outubro de 2011, a Crypton mostrou na página oficial no Facebook da Hatsune Miku uma carta do ministro japonês da Economia para "contribuir para a promoção da informatização pelo ministro da economia." Geoffrey Cain do GlobalPost argumentou que o fenômeno da Hatsune Miku é em parte devido ao amor dos japoneses para dar objetos inanimados uma alma, que está enraizada no xintoísmo ou animismo, mas também na longa tradição de Karakuri Ningyo ou fantoches de madeira automatizadas. Assim, os japoneses são muito mais pronto para aceitar um personagem virtual como "humano".

## Aparições em outras mídias
Tem sido visto várias referências a Hatsune Miku em anime. A Hatsune Miku é a protagonista de uma série de mangá chamado Maker Hikōshiki Hatsune Mix, escrito por Kei Garo. O mangá explora as muitas possibilidades para contagem de histórias e já contou com inúmeras aventuras, que vão desde a batalhas gigantescas com a Hatsune Miku. Assim, não há um único enredo e toda a configuração dentro do manga não é oficial. Durante um episódio de Zoku Sayonara, Zetsubou Sensei, a Hatsune Miku é vista fazendo testes para a voz de Meru Otonashi (Kagamine Rin e Len são referenciados no mesmo episódio). A voz da Hatsune Miku é usado em um dos temas de encerramento do anime série Akikan! (Episódio 12). Além disso, ela também canta o tema de encerramento do anime Yamishibai: (怪々絵巻) Ghost Stories japoneses, chamado de "Kaikai Emaki". Durante um episódio da Lucky Star OVA, Kagami Hiiragi fica magicamente transformada em cosplay da Hatsune Miku. A personagem do anime Kämpfer aparece vestido como Hatsune Miku no episódio sete. Ela também apareceu na grande tela de plasma em Koukaku no Regios como um endossante. Ela também aparece no episódio 11 de Baka and Test como um membro da classe B. A Hatsune Miku também aparece em Maria Holic episódio 12, quando a classe é dito que têm uma reunião do nada. Uma paródia da Hatsune Miku também é visto em Gintama (episódio 237) no segundo editor de Gintaman, anime fantasias de Daito. Ela também se apresentará lutando em um mecha (robô), no crossover inusitado do filme de Shinkalion. Além disso, Miku fará a sua própria apresentação musical no mesmo filme.
Uma série de jogos de ritmo a partir de Hatsune Miku: Project DIVA para PlayStation 3, PSP e PSVita foram produzidos pela Sega sob licença usando a Hatsune Miku e outros Vocaloids da Crypton, bem como Vocaloids "fan-made" como Akita Neru. Project Mirai foi desenvolvido para Nintendo 3DS. A aparência de Miku neste jogo é baseado na série de Nendoroids da Good Smile Company. A Hatsune Miku também é referenciada brevemente no jogo Recettear.
Roupas da Hatsune Miku apareceram como traje para os personagem jogável na versão japonesa de PangYa e foi o back-up vocal para o jogo da quarta temporada, como um traje para download para Sophie em Tales of Graces e é visto durante uma fase do jogo 13-sai em uma HelloWork DS. Roupas da Hatsune Miku também aparecem em Phantasy Star Portable 2 como um traje para a personagem feminina do jogador, bem como seu penteado e armas de alho-poró-temático. A Hatsune Miku aparece também na versão para PlayStation 3 de The IDOLM@ster 2 como DLC. No jogo Skullgirls , uma das cores alternativas de Filia's é baseado na Hatsune Miku. Miku tem aparecido como conteúdo para download usando o motor de jogo M.U.G.E.N. Trajes da Hatsune Miku também apareceu em Phantasy Star Online 2 como uma fantasia de personagem feminina , juntamente com Mikudayo. Ela também faz uma aparição no jogo Brave Frontier.
Em 2011, o Fantástico, popular programa de noticiários do Brasil, exibiu uma reportagem apresentando os shows da Miku e o seu impacto cultural, definindo como "o futuro que já começou".
Em 2014, a Korg introduziu o "Miku Stomp", uma unidade de efeitos de guitarra que emula o som da voz da Hatsune Miku.
Hatsune Miku fez shows de abertura para a turnê mundial de Lady Gaga, intitulada ArtRave: The Artpop Ball. A personagem participou dos shows da artista americana de 6 de maio até 3 de junho de 2014.
Em 2020, a Miku foi convidada a se apresentar no festival Coachella, uns dos mais conhecidos do mundo.